# Conservadorismo paternalista
Conservadorismo paternalista é uma vertente do conservadorismo que reflete a crença de que as sociedades existem e se desenvolvem de maneira orgânica e que os membros delas têm obrigações uns com os outros, especialmente aqueles que são ricos e privilegiados para com os menos afortunados. Consistente com princípios como dever, hierarquia e organicismo, pode ser visto uma consequência do tradicionalismo. Os conservadores paternalistas não apoiam nem o indivíduo nem o Estado em princípio, mas estão preparados para apoiar ou recomendar um equilíbrio entre os dois, dependendo do que for mais prático.
Economicamente distinto dos modelos de conservadorismo favoráveis ao conservadorismo fiscal e/ou liberalismo econômico, o conservadorismo paternalista enfatiza os deveres do governo de se comprometer com um amplo intervencionismo estatal para promover qualidade de vida para todos os cidadãos. Isso leva a um caminho dirigista em que o governo é visto como uma figura paterna benevolente que estabelece metas e garante jogo justo e igualdade de oportunidades, com ênfase na importância da segurança social para lidar com a pobreza e na redistribuição de riqueza somada à regulação do mercado para atender os interesses dos consumidores e produtores. Porém, embora defendam estatismo, os conservadores paternalistas não apoiam uma economia planificada.
O conservadorismo paternalista surgiu pela primeira vez como resultado da revolução industrial durante o século XIX, que gerou agitação social, más condições de trabalho e desigualdade econômica. Na Grã-Bretanha, o "conservadorismo de uma só nação" (em inglês: one-nation conservatism ou one-nation Toryism) do primeiro-ministro Benjamin Disraeli procurou lidar com esses efeitos. Houve uma continuação de governos britânicos que seguiam esse modelo de conservadorismo, como os de Stanley Baldwin, Neville Chamberlain, Winston Churchill e Harold Macmillan. Já na Alemanha, ainda durante o século XIX, o chanceler Otto von Bismarck estabeleceu o primeiro estado de bem-estar moderno, buscando agradar a classe trabalhadora e evitar o socialismo revolucionário. Bismarck implementou políticas organizadas pelo Estado relativas ao seguro obrigatório para trabalhadores contra doença, acidente, incapacidade e velhice como parte de seu programa de governo. Leo von Caprivi, outro chanceler alemão, também promoveu uma política chamada Novo Curso.

## Origem
O conservadorismo paternalista tem suas origens no descontentamento social com a concentração de renda e pobreza gerados pela revolução industrial. Na Grã-Bretanha, políticos conservadores como Richard Oastler, Michael Thomas Sadler e Lord Shaftesbury combinaram sua responsabilidade enquanto elite e um forte elemento humanitário com seu envolvimento nas Leis das Fábricas (em inglês: Factory Acts). Críticos do individualismo e da economia clássica, também não gostavam da Nova Lei dos Pobres de 1834 e acreditavam no papel do Estado na garantia de moradia digna, condições de trabalho, bons salários e assistência aos pobres.

### Conservadorismo de uma só nação

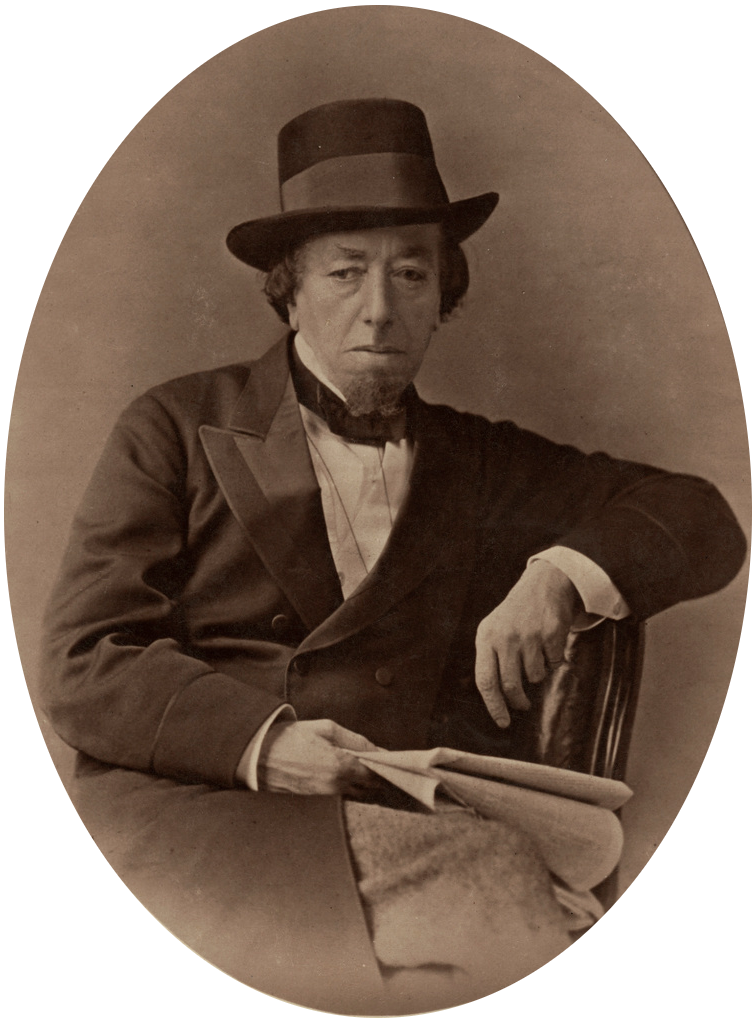
Benjamin Disraeli, expoente teórico do conservadorismo de uma só nação.

O conservadorismo de uma só nação foi concebido pela primeira vez pelo primeiro-ministro conservador Benjamin Disraeli, que apresentou sua filosofia política em dois romances, Sybil, Or The Two Nations e Coningsby, publicados em 1845 e 1844, respectivamente. O conservadorismo de Disraeli propunha uma sociedade paternalista com as classes sociais intactas, mas com a classe trabalhadora recebendo apoio dos abastados. Disraeli enfatizou a importância da obrigação social ao invés do individualismo que permeava a sociedade britânica. Disraeli advertiu que a Grã-Bretanha se dividiria em duas nações (uma de ricos e uma de pobres) como resultado do aumento da industrialização e da desigualdade. Preocupado com esta divisão, ele apoiou medidas para melhorar a vida das pessoas, fornecer apoio social e proteger os trabalhadores.
Disraeli justificou suas ideias por sua crença em uma sociedade orgânica na qual as diferentes classes têm obrigações naturais umas com as outras. Ele via a sociedade como naturalmente hierárquica e enfatizava as obrigações dos que estavam no topo para com os que estavam abaixo. Esta era uma continuação do conceito feudal de "obrigação nobre", que afirmava que a aristocracia tinha a obrigação de ser generosa e honrada. Para Disraeli, isso implicava que o governo deveria ser paternalista. O conservadorismo de uma só nação identifica sua abordagem como pragmática e não ideológica, tendo seus adeptos muitas vezes buscado aliança com seus oponentes ideológicos em prol da estabilidade social. Disraeli justificou seus pontos de vista pragmaticamente argumentando que se a classe dominante se tornasse indiferente ao sofrimento do povo, a sociedade se tornaria instável e a revolução social se tornaria uma possibilidade.

## Críticas
Críticos do conservadorismo paternalista, alguns movimentos e políticos conservadores defensores do mercado livre, além de libertários de direita, usam o termo pejorativo "socialismo de direita" para descrevê-lo, tendo em vista seu apoio ao paternalismo e à solidariedade em oposição ao comercialismo, ao individualismo e ao laissez-faire econômico. Eles argumentam que o conservadorismo paternalista apoia a hierarquia social promovida pelo Estado e permite que certas pessoas e grupos tenham um status mais alto em tal hierarquia. Por outro lado, surgem críticas de marxistas que descrevem o conservadorismo paternalista como "socialismo burguês".